# ジョン・ポーレット (第5代ポーレット伯爵)

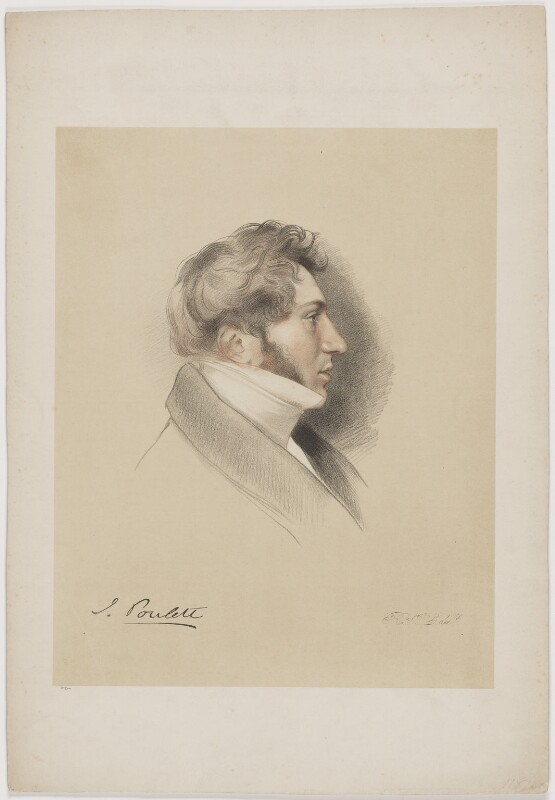
第5代ポーレット伯爵。リチャード・ジェームズ・レーン作、1847年。

第5代ポーレット伯爵ジョン・ポーレット（英語: John Poulett, 5th Earl Poulett、1783年7月5日 – 1864年6月20日）は、イングランド貴族。1788年から1819年までヒントン子爵の儀礼称号を使用した。

## 生涯
第4代ポーレット伯爵ジョン・ポーレットと妻ソフィア（Sophia、旧姓ポコック（Pocock）、1811年1月24日没、サー・ジョージ・ポコックの娘）の長男として、1783年7月5日にセント・ジョージ・ハノーヴァー・スクエアのチャールズ・ストリート（Charles Street）で生まれた。ハーロー校で教育を受けた後、1801年6月12日にオックスフォード大学ブレーズノーズ・カレッジに入学した。
1804年から1819年までサマセット民兵隊第2連隊（2nd Somerset Militia）隊長を務めた。1819年1月14日に父が死去すると、ポーレット伯爵位を継承、同年2月23日に父の後任としてイースト・サマセット・ヨーマンリー騎兵連隊（East Somerset Regiment of Yeomanry Cavalry）隊長に任命された。1852年10月に隊長職を辞して次男ヴィアーに譲った。
1864年6月20日にヒントン・セント・ジョージで死去した。子女全員に先立たれており、弟ジョージ（1854年2月10日没）の息子ウィリアム・ヘンリーが爵位を継承した。

## 家族
1820年8月21日、在パリイギリス大使館でフランシス・シャーロット・ポートマン（Frances Charlotte Portman、1877年3月27日没、ヘンリー・バークリー・ポートマンの一人娘）と結婚、3男1女をもうけたが、全員に先立たれた。
- ジョン・ロール（John Rolle、1821年6月8日 – 1843年8月18日） - 生涯未婚[6]。1840年にグレナディアガーズに入隊した[1]
- ヴィアー（Vere、1822年8月20日 – 1857年8月29日[6]） - 生涯未婚[5]。1841年5月26日、オックスフォード大学クライスト・チャーチに入学した[2]。1852年10月18日にイースト・サマセット・ヨーマンリー騎兵連隊隊長に就任[4]、1857年に死去するまで務めた[7]
- マーガレット・シャーロット（1830年7月16日 – 1834年5月31日[6]）
- アミアス・ルシアン（Amias Lucien、1835年2月6日 – 1857年2月20日[6]）